# الحجر الغربي
الحجر الغربي هي سلسلة جبال تقع في شمال سلطنة عمان. وتمتد من حدود سلطنة عمان المتاخمة لدولة الإمارات العربية المتحدة شمالا، إلى وادي سمائل في داخلية عمان. وتضم سلسلة جبال الحجر الغربي منطقة الجبل الأخضر التي تعتبر من أجمل المناطق العمانية.ويشتهر الجبل الأخضر بهضبته الواسعة التي تقع على ارتفاع سبعة آلاف قدم وقد بني عليها العديد من المساكن ويعيش فيها اهالي الجبل منذ فترات طويلة كما تم تشييد فندق سياحي لخدمة السياح والزوار. كما تضم سلسلة جبال الحجر الغربي أعلى قمة جبلية في عمان وهي قمة جبل شمس حيث يبلغ ارتفاعه 3009 متر عن سطح البحر.